# 筑波山地域ジオパーク
筑波山地域ジオパーク（つくばさんちいきジオパーク、英: Mt. Tsukuba Area Geopark）は、茨城県の筑波山とその周辺からなるジオパークである。2016年9月に日本ジオパークに認定された。

## 概要
つくば市、石岡市、笠間市、桜川市、土浦市、かすみがうら市の6市をテリトリーとするジオパークである。
テーマは、｢関東平野に抱かれた山と湖～自然と人をつなぐ石・土・水～｣である。

## 沿革
- 2016年9月9日 - 日本ジオパークとして認定される[2][3]。

## 主なジオサイト
日本ジオパークネットワークのウェブサイトでは、下記が「主な見どころ・おすすめジオサイト」とされている。
- 筑波山山頂
- 筑波山南麓
- 崎浜・川尻
- 歩崎
- 笠間盆地
- 山ノ荘
- 土浦
- 酒寄・椎尾
- 高峯・富谷山
- 高浜・石岡